# Candice King

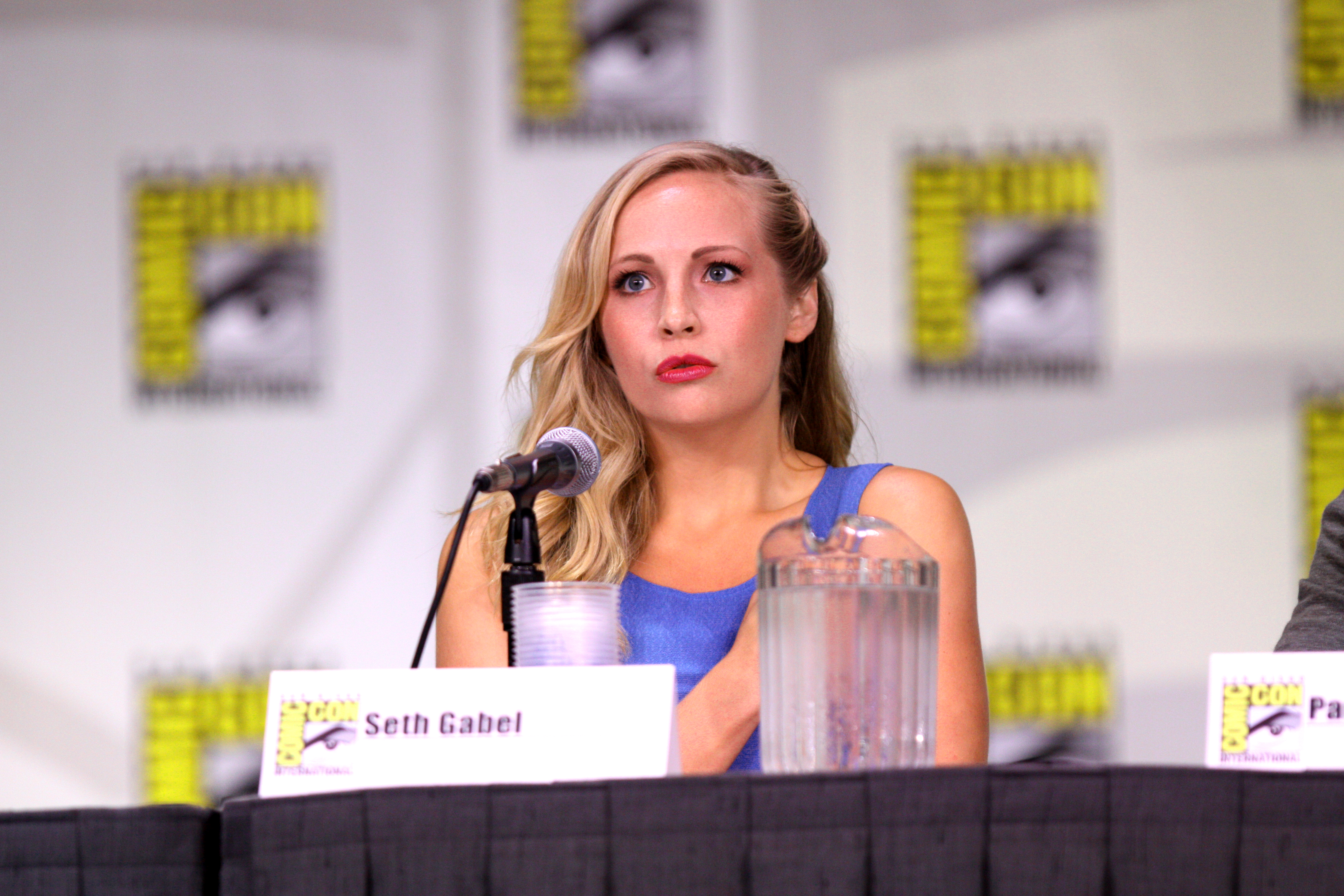
Candice Accola en la Convenció Internacional de Còmics de Sant Diego en 2011.

Candice Rene Accola (actualment Candice King) (Houston, Texas, 13 de maig de 1987) és una actriu i cantautora estatunidenca. És coneguda pel seu paper de Caroline Forbes en la sèrie Diaris de Vampirs, i el seu paper recurrent com el mateix personatge a la sèrie derivada The Originals i Legacies.

## Joventut
Candice Accola va néixer a Houston, Texas, filla de Carolyn i Kevin Accola, un cirurgià cardiotoràcic. Va créixer a Edgewood, Florida, i va assistir a "Lake Highland Preparatory School" a Orlando. Té un germà petit.

## Carrera
Música

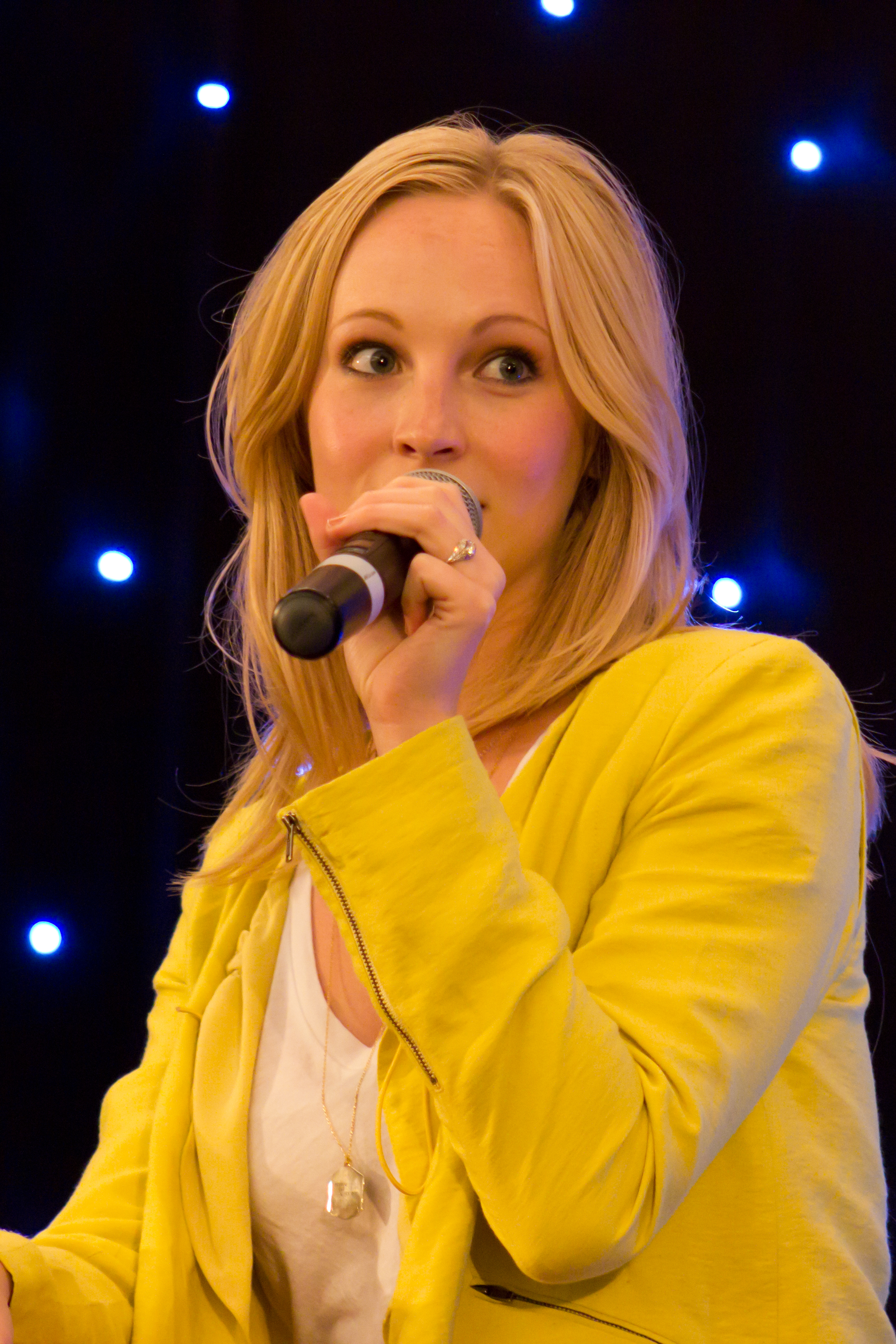
King en una conferència de premsa al Regne Unit el juny de 2013

El desembre de 2006, King va llançar el seu àlbum debut, "It's Always the Innocent Ones", de manera independent als Estats Units. Va coescriure 12 dels 14 temes del disc. Les cançons restants eren una versió del hit de 'Til Tuesday "Voices Carry" i "The Breakup Song" d'American Hi-Fi reescrita en una versió femenina com "Our". Cançons de ruptura".
L'any 2008, l'àlbum va ser reeditat al Japó i va aconseguir un major èxit. King va fer una gira com a corista per a la gira "Best of Both Worlds" de Miley Cyrus. Va aparèixer com ella mateixa a la pel·lícula de concerts en 3D de 2008 Hannah Montana & Miley Cyrus: "Best of Both Worlds Concert".
Al febrer de 2011, Accola va interpretar una versió de "Eternal Flame" de The Bangles a The Vampire Diaries.

## Actuació
Accola va tenir aparicions com a convidat en diverses sèries de televisió com How I Met Your Mother, Supernatural i Drop Dead Diva. El juliol de 2009, va protagonitzar la pel·lícula de terror "Deadgirl" que se centra en dos nois de secundària que descobreixen una dona immortal en un asil abandonat. Aquell mateix any Candice va tenir un petit paper a Hannah Montana: The Movie.
El 2009, va ser elegida a la sèrie de televisió de CW "The Vampire Diaries" (Diaris de Vampirs) com Caroline Forbes, un dels personatges principals del programa. El juny de 2012, es va unir a la segona temporada de la sèrie web Dating Rules From My Future Self, com Chloe Cunningham, una dona de 26 anys que creu que l'amor no existeix. La sèrie se centra en una noia que rep consells romàntics d'ella mateixa deu anys en el futur per missatge de text. Va interpretar a Kimberly a la seqüela romàntica del 2020 After We Collided.

## Vida personal
Accola va començar a sortir amb el músic Joe King of The Fray després de conèixer-se en un esdeveniment del Super Bowl el febrer de 2012. La seva coprotagonista Nina Dobrev els va presentar. Es van comprometre el maig de 2013 i es van casar el 18 d'octubre de 2014 a Nova Orleans, Louisiana.
El gener de 2016, King va donar a llum una filla. El desembre de 2020, Accola va donar a llum la seva segona filla. El maig de 2022, Accola va anunciar que havia sol·licitat el divorci.

## Filmografia
Film
| Any  | Títol                  | Rol           | Notes      |
| ---- | ---------------------- | ------------- | ---------- |
| 2007 | Pirate Camp            | Annalisa/Tom  | [ 13 ]     |
| 2007 | Juno                   | Amanda        |            |
| 2007 | On the Doll            | Melody        |            |
| 2007 | X's & O's              | Gwen's friend |            |
| 2008 | Deadgirl               | JoAnn         |            |
| 2009 | Love Hurts             | Sharon        |            |
| 2010 | Kingshighway           | Sophia        |            |
| 2011 | The Truth About Angels | Caitlin Stone |            |
| 2018 | Splitting the Bill     | None          | Video curt |
| 2020 | After We Collided      | Kimberly      |            |

## Televisió
| Any       | Títol                                      | Rol                             | Notes |
| --------- | ------------------------------------------ | ------------------------------- | --- |
| 2007      | How I Met Your Mother                      | Amy                             | Episodi: "Something Borrowed"                                                                                               |
| 2009      | Supernatural                               | Amanda Heckerling               | Episodi: "After School Special"                                                                                             |
| 2009      | Greek                                      | Alice                           | Episodi: "Isn't It Bro-mantic?"                                                                                             |
| 2009–2017 | The Vampire Diaries                        | Caroline Forbes                 | Paper principal |
| 2010      | Drop Dead Diva                             | Jessica Orlando                 | Episodi: "Begin Again" |
| 2012      | Dating Rules from My Future Self           | Chloe Cunningham / Future Chloe | Paper principal (temporada 2); també productora                                                                             |
| 2018      | The Originals                              | Caroline Forbes                 | Rol recurrent (temporada 5)                                                                                                 |
| 2019      | The Orville                                | Solana Kitan                    | Episodi: "Home" |
| 2021–2022 | Legacies                                   | Caroline Forbes                 | Episodi: "Salvatore: The Musical!" (veu en off) Episode: "Just Don’t Be A Stranger, Okay?" (Estrelles convidades especials) |
| 2021      | Christmas in Tune                          | Belle                           | Televisió film |
| 2022      | Suitcase Killer: The Melanie McGuire Story | Melanie McGuire                 | Televisió film |

| Com ella mateixa |                                                           |                                                 |
| Any              | Títol                                                     | Notes                                           |
| 2008             | Hannah Montana & Miley Cyrus: Best of Both Worlds Concert | Cantant de fons                                 |
| 2011             | When I Was 17                                             | Episodi datat el febrer 12, 2011                |
| 2011             | The Perfect Love Triangle: Vampires, Werewolves, Witches  | Video curt                                      |
| 2011             | Myth & Mystery                                            | Video curt                                      |
| 2011             | Howling at the Moon                                       | Video curt                                      |
| 2011             | Her Own Worst Enemy                                       | Video curt                                      |
| 2013             | Big Morning Buzz Live                                     | Episodi: "Candice Accola/Robin Thicke/Stevie J" |
| 2013             | Whose Line Is It Anyway                                   | Episode: "Candice Accola"                       |
| 2013–2014        | The Late Late Show with Craig Ferguson                    | Episodi #10.77, LL Cool J/Candice Accola        |
| 2014             | Fashion Police                                            | Temporada 9, episodi 12                         |

## Premis i nominacions
| Any  | Organització       | Categoria                                      | Treball             | Resultat  | Ref.   |
| ---- | ------------------ | ---------------------------------------------- | ------------------- | --------- | ------ |
| 2012 | Teen Choice Awards | Dona robadora d'escenes                        | The Vampire Diaries | Guanyador | [ 15 ] |
| 2013 | Teen Choice Awards | Dona robadora d'escenes                        | The Vampire Diaries | Nominat   | [ 16 ] |
| 2014 | Teen Choice Awards | Dona robadora d'escenes                        | The Vampire Diaries | Guanyador | [ 17 ] |
| 2015 | Teen Choice Awards | Choice TV Actress Fantasy/Sci-Fi               | The Vampire Diaries | Nominat   | [ 18 ] |
| 2015 | Teen Choice Awards | Choice TV: Liplock (with Paul Wesley)          | The Vampire Diaries | Nominat   | [ 18 ] |
| 2016 | Teen Choice Awards | Elegida actriu de televisió de fantasia/Sci-Fi | The Vampire Diaries | Nominat   | [ 19 ] |
| 2016 | Teen Choice Awards | Choice TV: Liplock (amb Paul Wesley)           | The Vampire Diaries | Nominat   | [ 19 ] |